# Мади, Хамада
Хамада Мади (фр. Hamadi Madi; род. 1965, Мвали) — коморский государственный и политический деятель. Бывший глава правительства и исполняющий обязанности президента государства. Является генеральным секретарем «Комиссии по Индийскому океану».

## Биография
Родился на острове Мвали в 1965 году, в 1992 году закончил Институт международных отношений Киевского национального университета имени Тараса Шевченко, получил степень в области конституционного права на Украине и работал политическим советником на Коморских Островах, став генеральным секретарём «Коморской республиканской партии».
Прежде чем быть назначенным главой правительства 29 ноября 2000 года, занимал должность генерального секретаря обороны при президенте Комор и играл ведущую роль в мирных переговорах с островом Ндзуани, которые привели к подписанию Фомбониских соглашений. В январе 2002 года, несмотря на некоторое противодействие, сменил полковника Азали Ассумани на должности временного главы государства и курировал Переходное правительство национального единства в преддверии законодательных и президентских выборов. Из-за своего происхождения не имел права баллотироваться на должность президента Комор в 2002 году, так как была очередь уроженца острова Нгазиджа. В мае 2002 года после возвращения Азали Ассумани на должность президента, Хамада Мади вступил в должность специального советника без портфеля в кабинете министров Комор.
В 2016 году стал генеральным секретарём «Комиссии по Индийскому океану».